# Madalena Aragão
Madalena Vivas Aragão de Andrade Dias (Cascais, 25 de agosto de 2005) es una actriz portuguesa.

## Biografía
Aragão tiene dos hermanas mayores, Maria y Mafalda. Asistió al Colegio de los Hermanos Maristas de Carcavelos desde el 1.º ciclo hasta el 6º año. Completó el 3.º ciclo en la escuela secundaria Quinta do Marquês y regresó a Carcavelos para completar la educación secundaria en el área de artes.
Hizo su debut televisivo en la Sociedad Independiente de Comunicación, en la telenovela Rainha das Flores (2016), cuando tenía apenas 10 años.
En 2018, realizó la segunda temporada de la telenovela Paixão, año en el que participó por primera vez en un cortometraje: A Semente de João Santana. Ese mismo año coprotagonizó otro cortometraje, de Cláudio Jordão y David Rebordão, que, en el Festival Internacional de Avanca, ganó el Premio “Mejor Ópera Prima Internacional” y también una Mención Especial en la Categoría “Tráiler en Movimiento”. En 2019 participó en la serie de TVI A Teia, donde interpretó al personaje principal. Ese mismo año, se unió al elenco fijo en la primera temporada de la telenovela Nazaré, por SIC y posteriormente, en el mismo año, asumió el papel de Ana Catarina en la telenovela de TVI Quer o Destino, que se estrenó el 23 de marzo de 2020. Dicha telenovela fue nominada a un Premio Emmy Internacional. Ese mismo año, también asumió el personaje de Diana en la serie Quarenteens de RTP2.
Entre 2020 y 2021, interpretó a Diana en la telenovela Para Sempre, en otra producción de Plural/TVI. A finales de 2020, interpretó el papel de la joven María José, en la película para televisión As alvoras, basada en el cuento de Teolinda Gersão, para RTP1, como parte del proyecto “Contado por Mulheres” producido por Ukbar Filmes y dirigido por Sofia Teixeira Gomes. En 2021, participó con el personaje Elvira en la serie Lusitânia, producida por “Take it Easy Filmes” para RTP1 y dirigida por Frederico Serra.
En 2022, participó en el largometraje de Leopardo Filmes, dirigido por Eduardo Brito, Sibila, basado en el libro homónimo de Agustina Bessa-Luís, donde interpretó al personaje principal Quina como una mujer joven. Ese mismo año participó en una de las películas de la serie “Contos da Montanha”, basada en los cuentos de Miguel Torga, concretamente en Maria Lionça, donde interpretó al personaje principal, Maria Lionça, entre los 16 y los 26 años. Esta serie fue producida por Fado Filmes y dirigida por Luís Galvão Teles.
Manejó el blog Madalena Não É Queque, donde se desahogaba y compartía sus dudas sobre el crecimiento, y una página en YouTube con su nombre “Madalena Aragão”.
En 2023, el éxito de Aragão fue reconocido por Forbes Portugal, en la lista “Forbes Under30 Portugal 2023”, que destaca a los game changers menores de 30 años más brillantes que revolucionan los negocios y transforman el mundo de una manera audaz y creativa. Fue nominada a un Globo de Oro por SIC en la categoría “Revelación”.

## Filmografía

### Cine
| Año  | Título                    | Director                               | Papel                             | Nota         |
| ---- | ------------------------- | -------------------------------------- | --------------------------------- | ------------ |
| 2018 | Semente                   | Ver listaÂngela Bismarck João Santana  | Camila (12 años)                  | Cortometraje |
| 2019 | A Tua Vez                 | Ver listaCláudio Jordão David Rebordão |                                   | Cortometraje |
| 2020 | Wrecking Ball             | João Rei Villar                        | Chica                             | Cortometraje |
| 2020 | Caravan                   | João Rei Villar                        | Chica                             | Cortometraje |
| 2020 | Sonhos                    | Joaquim Pavão                          |                                   | [ 7 ]        |
| 2020 | Fatima                    | Marco Pontecorvo                       |                                   | [ 8 ]        |
| 2022 | A Sibila                  | Eduardo Brito                          | Joaquina Augusta Teixeira (joven) | [ 9 ]        |
| 2023 | Nós na Cabeça             | Lucas Dutra                            | Hija                              | Cortometraje |
| 2024 | O Teu Rosto Será o Último | Luís Filipe Rocha                      | Luísa (13 años)                   | [ 10 ]       |
| 2024 | A Maldição de Romanova    | Hugo Diogo                             | Sabrina (niña)                    | [ 11 ]       |
| 2025 | The Bayou                 | Ver listaTaneli Mustonen Brad Watson   | Alice                             | [ 12 ]       |

### Televisión
| Año       | Título                | Papel                      | Nota           |
| --------- | --------------------- | -------------------------- | -------------- |
| 2016-2017 | Rainha das Flores     | Júlia de Sousa             | 304 episodios  |
| 2018      | Paixão                | Inês                       | 133 episodios  |
| 2019      | A Teia                | Diana (joven)              | 10 episodios   |
| 2019-2020 | Nazaré                | Carol Carvalho             | 211 episodios  |
| 2020      | Quaranteens           | Diana                      | 18 episodios   |
| 2020      | Quer o Destino        | Ana Catarina de Santa Cruz | 182 episodios  |
| 2021      | As Cinzas da Mãe      | Isabel (joven)             | Película de TV |
| 2022      | Causa Própria         | Mariana                    | 1 episodio     |
| 2022      | Contado Por Mulheres  | Maria José (joven)         | 1 episodio     |
| 2021-2023 | Para Sempre           | Diana Madureira Peixoto    | 462 episodios  |
| 2023      | Histórias Da Montanha | Maria Lionça               | 1 episodio     |
| 2023      | #NaWeb                | Olívia Campelo             | 1 episodio     |
| 2023      | Lusitânia             | Elvira                     | 1 episodio     |
| 2023-2024 | Morangos com Açúcar   | Olívia Campelo             | 30 episodios   |
| 2025      | Rabo de Peixe         | Mariana                    | 12 episodios   |
| 2025      | El Turco              | Elda                       |                |